# Give Me Just a Little More Time
Give Me Just a Little More Time è il singolo di debutto dei Chairmaen of the Board, rilasciato nel gennaio del 1970.

## Cover di Kylie Minogue
Nel 1991 la cantante australiana Kylie Minogue incide una cover del brano per il suo quarto album in studio Let's Get to It. Il brano viene ufficialmente rilasciato come singolo il 13 gennaio 1992, avente la canzone Do You Dare? come Lato B.

### Esibizioni live
Per promuovere il brano, la Minogue si esibisce con Give Me Just a Little More Time in diverse trasmissioni televisive europee, tra cui Top of the Pops e Going Live!. Non ha invece mai fatto parte della scaletta di alcuna tournée della cantante, seppure alcuni elementi del brano erano stati inseriti nell'Everything Taboo Medley dello Showgirl: The Greatest Hits Tour, Showgirl: Homecoming Tour e For You, for Me Tour.

### Tracce[5]
- UK CD singolo (PWCD212)

1. "Give Me Just a Little More Time" — 3:07
2. "Give Me Just a Little More Time" (Extended Version) — 4:33
3. "Do You Dare?" (NRG Mix) — 7:04
4. "Do You Dare?" (New Rave Mix) — 6:40

- UK 7" vinile (PWL212)

1. "Give Me Just a Little More Time" — 3:07
2. "Do You Dare?" (NRG Edit) — 3:17

- UK 12" vinile (PWLT212)

1. "Give Me Just a Little More Time" (Extended Version) — 4:33
2. "Do You Dare?" (NRG Mix) — 7:04
3. "Do You Dare?" (New Rave Mix) — 6:40

- 2009 UK iTunes & 2018 digital EP

1. "Give Me Just a Little More Time" — 3:07
2. "Give Me Just a Little More Time" (Extended Version) — 4:33
3. "Give Me Just a Little More Time" (Instrumental) — 3:05
4. "Give Me Just a Little More Time" (Backing Track) — 3:06
5. "Do You Dare?" (NRG Mix) — 7:04
6. "Do You Dare?" (New Rave Mix) — 6:40
7. "Do You Dare?" (Italia 12" Mix) — 5:22
8. "Do You Dare?" (NRG Edit) — 3:17
9. "Do You Dare?" (New Rave Instrumental) — 6:38